# Гуњаци (Осечина)
Гуњаци су насеље у Србији у општини Осечина у Колубарском округу. Према попису из 2022. било је 836 становника.

## Историја
Гуњаци су северно од Пецке и Царине с обе стране Пецке, Од ваљевских села одвојени су планином Кокоравом, која је 1806. год. као права планина раздељена међуваљевска села: Братачић, Остружањ, Ј1опатач и подринске Гуњаке. С јужне стране од Царине Гуњаци су неприметно одвојени, пошто гуњачке куће мало што нису ушле у хатар варошице Пецке и Царине. С десне стране реке Пецке Гуњаке од варошице дели брдо и поток Богданић, с леве стране Пуљески Ковачевац и поток. Западни део Гуњака иде од Баставског Кика право на (Петрину Реку) Рајичевац и њоме до извора, па преко Петрине Стене између Соколских Планина и Рожња, надилази над Царину и спушта се над Соко и гор. љубовиђанска брда, јужно од Сокола. Цео Рожањ, цела источна половина Соколских Планина с Петрином Стеном припадају овом, као и Царина, врло пространом селу.
Око села су: од запада Анта, од југа Гуњачица и Богданић, од истока Кокорава, од севера Кик с десне и Дренов Кик с леве стране Пецке.
Главна је река Пецка са притокама Паланачки Поток, Ђурчански Поток, Мишковачки Поток и Кокоравски Поток. Изнад Петрца је јаки извор Рајичевац, којим су се Петрчани снабдевали до 1867. год. а од тога доба њиме отиче Петрчка Ријека. Познате су и ове воде: Селимов Точак, Бунгуров Бунар и Вујичића Вода.
У селу су ова брда: Вис, Османов До, Црквина, Локва, Бобија, Кик, Шанац, Главица, Јастребовац, Брдо, Планинка и Гуњачица (на њој Вис и Главица.
Њиве се зову: Ливаде, Језера, Поље, Луке, Долови, Баре, Пљискавице, Локва, Речине, Селишта и Падалишта.
Гуњаци имају доста земље за рад. Првокласне земље за рад су долина Пецке. Још је роднији Рајичевац, његова десна страна, насеље села Петрца. У добре земље могу се уврстити све земље по Кокорави и коси испод сеоске капеле. Одличне закосе, ливаде и испусте имају по Кокорави, Рожњу, Соколским Планинама, тамо су и летња станишта. Иако Гуњаци захватају три планине, опет нису планинско село, они су брдско село и рачунају се у економски најснажније село у области.
Гуњаци су у махалама. Махале леве стране реке Пецке око извора, по потоцима, у великим воћњацима, раздељене су на мање махале и скоро су све спојене. Махале су: Паланка, Поточари, Ртови, Јевтићи, Белићи, Локва и Кокорава. Нова махала је Петрц под Рајичевцем.
Маџарско Гробље у Паланци, само име Паланка, стара црквина, поред које је данашња капела, старе градске зидине на високој омчитој Петриној Стени, стари поткопи и ископине по Кокорави, старе путине по Рожњу, стари шанчеви и водоводи за Соко, доказ су ранијег живога у овом селу, ранијег и од данашњих насеља.
Овде је све до 1862. год. било чисто муслиманско село Петрц. По попису од 1820. год. у Петрцу је било 10 кућа, а по попису од 1832. год. 22. Петрц је сматран саставним делом града Сокола. Он је преко Петрине Стене и Соколске Планине имао пешачки и добро утврђени коњски пут. Његова су имања по Рајичевцу, Рожњу и Соколској Планини била у непосредној вези са имањима појединих Сокољана и она су увек била под јаком стражом сељака и грађана. Петрц се био иселио 1834. године, али како је Соко остао недирнут, Турци се врате и опет се населе па се тек 1862. год. коначно удаље и иселе из овог места. Њихово је село продала држава двама селима: Гуњацима и Шљивови. Гуњаци су купили десну страну Рајичевца и све закосе по Петриној Стени и при извору Богоштице, а Шљивова је купила леву страну Рајичевца и на запад низ Богоштицу. Сељаци су делили између себе или су дали досељеницима из горњих села, да се и они населе.
Стару родови су: Ранковићи у Паланци. Дошла су прво два брата од Спужа у Црној Гори; дошли пре 200 година у село Брегово код Рогатице. Није им се свидело, кренули су преко Осата у Подриње и дошли у Гуњаке, па посели Паланку, али се померили под Ргове, где су и данас у три до четири махале. Одавде су се исељавали у тамнавска села. Унук једног од ових звао се Бојица и одликовао се у устанку 1804. год. личном храброшћу. Један од сродника Бојичиних одселио се на суседне Ставе и тамо имао потомства. Једни су се испод Ртова преселили у Кокораву и тамо их има; зову се Ранковићи, Бојичићи, Мирковићи, Младеновићи (32 к.; Св. Никола).
Пуљези су од Пуљеза из Царине. Кад су се стали делити по Царини, пошто су били ну дну села, до самих Гуњака, куда није било никаквих насеља, лако им је било прелазати. Прелазили су не одједанпут него поступно, па ни данас нису престали. Прво су заузели горњи део Кокораве под Богданићем, па су отуда прелазили и у Паланку и заузели она места око старе црквине (42 к.; Св. Алимпије).
Други старији родови, с краја XVIII века, су: Ђуричићи, потомци некаквог Ђурице и његовог брата (пре синовца) Страила, рођених у Драјићима у Пилици. Овде су дошли на сву прилику да подрже неке своје хајдуке. Први су пут били у Паланци испод црквине, па су прешли у средину Кокораве; одавде се селили и давали селу попове и трговце; од њих су у селу: Павловићи, Ђорђевићи, Јанковићи, Секулићи у Ранковићима и Васарићи у Марковићима (38 к.; Св. Алимпије).
Симићи изнад цркве и Трифуновићи на дну Гуњака су рођаци; досељени су из истих разлога као и Ђуричићи из Пилице, али од другог рода Јојића. Симићи су се спустили поред Царине Пецкој, и на добрим су имањима; зову се: Тишановићи, Симићи, Митровићи, Мићићи, Трифуновићи и Ненадовићи (38 к.; Св. Алимпије).
Марковићи су из пиличких Придола; дошли из истих разлога као и горњи; они су у доњем делу и заузели су добра поља око Пецке (20 к.; Св. Никола).
Маринковићи су у Пуљезима. Њихов је предак дошао из приличких Придола, ушао је у кућу неких Пуљеза, оженио се и остао на пуљеским имањима. Како је стари Пуљез био на хатару царинском, то су Маринковићи остали и на хатару овог села и Царине и готово ушли у варошицу Пецку. Данас су под Пецком и зову се Маринковићи, Даниловићи, Новаковићи и Матићи. Стару славу (Св. Стеван) су напустили. Говоре западним дијалектом (26 к.; Св. Алимпије).
Познији су досељеници: Арсеновићи дошли од Васића у Зарожју, на имања Ђуричића (6 к.; Св. Јован; прекађују Св. Алимпија).
Миладиновићи, Пантићи. Ивана Миладиновића из Ивановића у Осату узео у службу богати сељак Панта Радовановић Ђуричић. Панта је имао четири сина и сва четири ожењена и с децом. а Иван му је био колебар у планини Рожњу и њега је оженио. У Пантиној кући се јави нека зараза и он изгуби сва четири сина, све четири снахе и њихову мушку и женску децу, те се он за живота реши да узме под своје Ивановог сина Милана. Милан је из захвалности напустио своје старо презиме, прозвао се Пантић и ушао у имање и био велики газда (2 к.; Св. Алимпије; пре- кађују Св. Николу).
Максимовићи у Трифуновићима су од два брата, Пуреша и Крсмана Максимовића, протерана из рађевске Брезовице, управо побегла и склонила се код удате сестре у Трифуновићима. Крсман се женио а Пуреш није и од њих је остало пет кућа (Св. Алимпије, а своју славу напустили).
Бојичићи у Ртовима дошли су из Љештанског из Стапара (5 к.; Св. Јован).
Томићи су дошли из Врбића после 1862. год. (3 к.; Св. Тома).
Филиповићи су из Стрмова од Вучићевића (4 к.; Св. Никола).
Тешићи су из Дрлача опет од 1862. год. (3 к.; Ђурђиц).
Јаковљевићи су од Ђокића у Дрлачама, (5 к.; Св. Арханђел).
Недељковићи су с Доње Ораховице (2 к.; Св. Никола).
Давидовићи су из Царине (2 к.; Св. Ђурђе).
У Гуњацима има 16 родова са 231 домом.

## Демографија
У насељу Гуњаци живи 1118 пунолетних становника, а просечна старост становништва износи 43,2 година (41,5 код мушкараца и 44,9 код жена). У насељу има 362 домаћинства, а просечан број чланова по домаћинству је 3,75.
Ово насеље је великим делом насељено Србима (према попису из 2002. године), а у последња три пописа, примећен је пад у броју становника.
|  |

| Демографија | Демографија | Демографија |
| Година      | Становника  | Становника  |
| ----------- | ----------- | ----------- |
| 1948.       | 2.089       |             |
| 1953.       | 2.113       |             |
| 1961.       | 2.003       |             |
| 1971.       | 1.923       |             |
| 1981.       | 1.751       |             |
| 1991.       | 1.503       | 1.497       |
| 2002.       | 1.359       | 1.385       |

| Етнички састав према попису из 2002.‍ | Етнички састав према попису из 2002.‍ | Етнички састав према попису из 2002.‍ | Етнички састав према попису из 2002.‍ | Етнички састав према попису из 2002.‍ |
| ------------------------------------ | ------------------------------------ | ------------------------------------ | ------------------------------------ | ------------------------------------ |
|                                      |                                      |                                      |                                      |                                      |
| Срби                                 | Срби                                 |                                      | 1.356                                | 99,77%                               |
| непознато                            | непознато                            |                                      | 3                                    | 0,22%                                |

| Година пописа     | 1948. | 1953. | 1961. | 1971. | 1981. | 1991. | 2002. |
| ----------------- | ----- | ----- | ----- | ----- | ----- | ----- | ----- |
| Број домаћинстава | 298   | 318   | 341   | 357   | 373   | 375   | 362   |

| Број чланова      | 1  | 2  | 3  | 4  | 5  | 6  | 7  | 8  | 9 | 10 и више | Просек |
| ----------------- | -- | -- | -- | -- | -- | -- | -- | -- | - | --------- | ------ |
| Број домаћинстава | 42 | 95 | 48 | 56 | 38 | 45 | 19 | 11 | 5 | 3         | 3,75   |

| Пол    | Укупно | Неожењен/Неудата | Ожењен/Удата | Удовац/Удовица | Разведен/Разведена | Непознато |
| ------ | ------ | ---------------- | ------------ | -------------- | ------------------ | --------- |
| Мушки  | 595    | 135              | 416          | 35             | 8                  | 1         |
| Женски | 567    | 46               | 417          | 99             | 2                  | 3         |
| УКУПНО | 1.162  | 181              | 833          | 134            | 10                 | 4         |

| Пол    | Укупно                    | Пољопривреда, лов и шумарство | Рибарство                            | Вађење руде и камена | Прерађивачка индустрија       |
| ------ | ------------------------- | ----------------------------- | ------------------------------------ | -------------------- | ----------------------------- |
| Мушки  | 534                       | 475                           | 0                                    | 0                    | 32                            |
| Женски | 464                       | 442                           | 0                                    | 0                    | 12                            |
| УКУПНО | 998                       | 917                           | 0                                    | 0                    | 44                            |
| Пол    | Производња и снабдевање   | Грађевинарство                | Трговина                             | Хотели и ресторани   | Саобраћај, складиштење и везе |
| Мушки  | 3                         | 4                             | 5                                    | 2                    | 1                             |
| Женски | 0                         | 0                             | 3                                    | 0                    | 0                             |
| УКУПНО | 3                         | 4                             | 8                                    | 2                    | 1                             |
| Пол    | Финансијско посредовање   | Некретнине                    | Државна управа и одбрана             | Образовање           | Здравствени и социјални рад   |
| Мушки  | 1                         | 0                             | 6                                    | 4                    | 0                             |
| Женски | 0                         | 1                             | 1                                    | 1                    | 3                             |
| УКУПНО | 1                         | 1                             | 7                                    | 5                    | 3                             |
| Пол    | Остале услужне активности | Приватна домаћинства          | Екстериторијалне организације и тела | Непознато            | Непознато                     |
| Мушки  | 0                         | 0                             | 0                                    | 1                    | 1                             |
| Женски | 0                         | 0                             | 0                                    | 1                    | 1                             |
| УКУПНО | 0                         | 0                             | 0                                    | 2                    | 2                             |